# クリストフ・ルグー
クリストフ・ルグー（Christophe Legout、1973年8月6日 - ）はフランス・モンベリアル出身の卓球選手。2005年のフランスチャンピオン。空手家から卓球選手になった異色の経歴の持ち主。

## 略歴
1993年の世界選手権イェテボリ大会を皮切りにジャン＝フィリップ・ガシアン、ダミアン・エロワやパトリック・シーラと共に長年フランス代表の主力として活躍してきた。1997年にマンチェスターで行われた大会では男子団体で2位となった。シングルス最高成績は1999年アイントホーフェン大会におけるベスト16。2005年の世界選手権上海大会ではギリシャのカリニコス・クレアンガと凄まじい大激闘を繰り広げるも激戦の末に敗れた。
オリンピックにはアトランタオリンピック、シドニーオリンピックの2度出場している。ITTFプロツアーでは1997年に地元フランスのリヨンで行われた大会で優勝。1999年にはヨーロッパトップ12で2位となった。

## プレースタイル
プレースタイル的にガシアンの後継者とも言え、100mを10秒台で走りきってしまう程の俊足を活かした幅広くてダイナミックなプレーが特徴である。

## 主な戦績
- 1997年
  - 第44回世界選手権マンチェスター大会 男子団体準優勝
  - ITTFプロツアー・フランスオープン 男子シングルス優勝
  - 男子ワールドカップ（ニーム） 4位
- 1999年
  - ヨーロッパトップ12 準優勝
  - 第45回世界選手権アイントホーフェン大会 男子シングルス ベスト16
- 2005年
  - 第48回世界選手権上海大会 男子シングルス ベスト32
  - フランス選手権 男子シングルス優勝、男子ダブルス優勝
- 2007年
  - 第49回世界選手権ザグレブ大会 男子シングルス ベスト32
  - フランス選手権 男子ダブルス優勝